# Anne Canneel
Anne Francine Marie Canneel (Brussel, 20 april 1950 – Vorst, 25 september 2017) was een Belgisch beeldhouwer en keramist.

## Leven en werk
Anne Canneel werd geboren in een kunstzinnige familie, als dochter van dichter Jacques Canneel en Marguerite Bové. De beeldhouwer Eugène Canneel was haar grootvader en ook diens broers Jean, Jules en Marcel Canneel waren kunstenaars. Van moederskant is ze een oomzegger van de Luxemburgse schilder Aloys Bové. Ze bezocht de Koninklijke Academie voor Schone Kunsten van Brussel  (1969-1973), waar ze de boetseer- en beeldhouwlessen van Fernand Deboinnares en Charles Verhasselt en tekenlessen van Pierre-Willy de Muylder volgde. Ze liep stage bij pottenbakker Claude Delhaye en was enige tijd medewerkster van beeldhouwer M. Frydman (1972-1973).
Canneel maakte bescheiden, figuratieve beelden in terracotta en brons. Tijdens reizen door Afrika raakte ze geïnspireerd door de lijnen van de golvingen in het zand. In haar beelden komen vlammen, spiralen en ovalen terug als basisvormen. Ze was lid van de Koninklijke Vereniging Beroepskunstenaars van België en het Belgisch Vrouwelijk Kunstverbond en exposeerde meerdere malen. Ze won een bronzen medaille tijdens de Art Expo New York Coliseum (1983) en een gouden medaille tijdens een tentoonstelling van de Cercle Artistique International Halle (1992).
Anne Canneel overleed op 67-jarige leeftijd.
- RKD-Nederlands Instituut voor Kunstgeschiedenis: 102258